# Natalia Tena
Natalia Gastiain Tena (ur. 1 listopada 1984) – brytyjska aktorka i piosenkarka hiszpańskiego pochodzenia.

## Biografia
Kształciła się w Bedales, tej samej szkole co Minnie Driver i Daniel Day-Lewis. Zagrała Nimfadorę Tonks w filmach o Harrym Potterze. Wcześniej pojawiła się w filmach Był sobie chłopiec jako Ellie i Pani Henderson jako tancerka.
Występowała na scenie w takich sztukach jak Bronte i adaptacja Gone to Earth z 2004. Grała także niewielkie role w brytyjskiej telewizji, włączając w to występ gościnny w Casualty. Grała główną rolę w objazdowej produkcji Nights at the Circus, która w kwietniu 2006 zakończyła trasę.
Gra i śpiewa w zespole Molotov Jukebox. W marcu 2013 roku wystąpiła w teledysku Lapalux „Without You”.
Zagrała także w pierwszym aktorskim serialu osadzonym w świecie Gwiezdnych wojen pt. The Mandalorian (2019).

## Filmografia
- 2000: Lekarze (Doctors) jako Amy Emerson
- 2002: Był sobie chłopiec (About a Boy) jako Ellie
- 2005: The Fine Art of Love: Mine Ha-Ha jako Vera
- 2005: Pani Henderson (Mrs. Henderson Presents) jako Peggy
- 2006: Afterlife jako Gemma Taylor
- 2007: Harry Potter i Zakon Feniksa (Harry Potter and the Order of the Phoenix) jako Nimfadora Tonks
- 2008: Lecture 21 jako Thomson
- 2009: Harry Potter i Książę Półkrwi (Harry Potter and the Half-Blood Prince) jako Nimfadora Tonks
- 2010: Harry Potter i Insygnia Śmierci część I (Harry Potter and the Deathly Hallows: Part I) jako Nimfadora Lupin z domu Tonks
- 2010: Łono (Womb) jako Rose
- 2011: Ways to Live Forever jako Annie
- 2011: Harry Potter i Insygnia Śmierci część II (Harry Potter and the Deathly Hallows: Part II) jako Nimfadora Lupin z domu Tonks
- 2011: Dzisiaj należysz do mnie (You Instead) jako Morelo
- 2011-2016: Gra o tron (Game of Thrones) jako Osha
- 2012: Shameless jako Brenda
- 2012: Uwodziciel (Bel Ami) jako Rachel
- 2012: Falcón jako Christine Ferrera
- 2013: Ambassadors jako Tanya
- 2014: 10.000 km jako Alex
- 2014: Czarne lustro jako Jennifer (odc. White Christmas)
- 2014-2015 The Refugees jako Emma
- 2015: Residue jako Jennifer Preston
- 2015: SuperBob jako Dorris
- 2019: The Mandalorian jako Twi'lekańska łowczyni nagród
- 2023: John Wick 4 jako Katia
- 2024: Platforma 2(inne języki) jako Sahabat